# Chayanne (álbum de 1987)
Chayanne '87 es el título del tercer álbum de estudio en solitario grabado por el artista puertorriqueño-estadounidense Chayanne. Fue lanzado al mercado bajo el sello discográfico CBS Discos el 12 de mayo de 1987. Además es el primer álbum para la dicha compañía discográfica. 
El álbum fue producido por Ronnie Foster y co-producido por el músico y productor musical cubano-español Óscar Gómez. Este disco fue muy importante para la carrera del cantante boricua, ya que tuvo tanto éxito que lo llevó a hacer una gira por toda América Latina, y grabó una versión de este disco en portugués para el mercado brasileño.[cita requerida]

## Lista de canciones
| Chayanne '87 |                                                         |                                                                                                 |          |  |
| N.º          | Título                                                  | Escritor(es)                                                                                    | Duración |  |
| 1.           | «Fiesta en América»                                     | Honorio Herrero                                                                                 | 3:44     |  |
| 2.           | «Digo no»                                               | Daniel Maroto · Javier Losada                                                                   | 3:53     |  |
| 3.           | «Para tenerte otra vez» (I'll Find My Way Home)         | Jon and Vangelis Adapt: al español: Gustavo Sánchez                                             | 5:07     |  |
| 4.           | «Peligro de amor» (Amanhã talvez)                       | Michael Sullivan · Paulo Massadas Adapt: al español: Luis Gómez-Escolar                         | 4:03     |  |
| 5.           | «Tú y yo»                                               | Ronnie Foster · Kim Miracle Adapt: al español: Eddie del Barrio · Gustavo Sánchez               | 4:20     |  |
| 6.           | «Violeta» (Fricote)                                     | Luiz Caldas · Paulinho Camafeu Adapt: al español: José Antonio García Morato · Rosa María Girón | 3:31     |  |
| 7.           | «Quién soy yo»                                          | José Antonio García Morato · Mariano Pérez · Rosa María Girón                                   | 3:42     |  |
| 8.           | «Te deseo»                                              | Julio Seijas · Luis Gómez-Escolar                                                               | 3:51     |  |
| 9.           | «Emociones, cuántas emociones» (Emozione dopo emozione) | Eros Ramazzotti · Piero Cassano Adapt: al español: Ignacio Ballesteros                          | 4:44     |  |
| 10.          | «Una luna para dos»                                     | Edgard B. Poças · Paul Mounsey Adapt: al español: Luis Gómez-Escolar                            | 3:23     |  |
| 40:48        |                                                         |                                                                                                 |          |  |

| CD versión |             |                                                 |          |  |
| N.º        | Título      | Escritor(es)                                    | Duración |  |
| 10.        | «Esperanza» | Luis Demein Adapt: al español: Rosa María Girón | 3:52     |  |

| Edición brasileña |                                                              |                                                                                   |          |  |
| N.º               | Título                                                       | Escritor(es)                                                                      | Duración |  |
| 1.                | «Canta America» (Fiesta en América)                          | Honorio Herrero Adapt: al portugués: Edgard B. Poças                              | 3:44     |  |
| 2.                | «Sempre vou te amar» (Emociones cuantas emociones)           | Eros Ramazzotti · Piero Cassano Adapt: al portugués: Aloysio Reis                 | 4:44     |  |
| 3.                | «Não posso mais viver assim» (L'amore e'quando non c'e' Pou) | Umberto Tozzi · Giancarlo Bigazzi Adapt: al portugués: Aloysio Reis               | 3:48     |  |
| 4.                | «Para tenerte otra vez»                                      | Jon and Vangelis Adapt: al español: Gustavo Sánchez                               | 5:07     |  |
| 5.                | «Quién soy yo»                                               | José Antonio García Morato · Mariano Pérez · Rosa María Girón                     | 3:42     |  |
| 6.                | «Digo não» (Digo no)                                         | Javier Losada · Daniel Mortos Adapt: al portugués: Paulo Camargo                  | 3:53     |  |
| 7.                | «Tô gostando de você» (Una luna para dos)                    | Edgard B. Poças · Paulo Morsey                                                    | 3:23     |  |
| 8.                | «Violeta»                                                    | Luiz Caldas · Paulinho Camafeu Adapt: al español: Rosa María Girón                | 3:31     |  |
| 9.                | «Peligro de amor»                                            | Michael Sullivan · Paulo Massadas Adapt: al español: Luis Gómez-Escolar           | 4:04     |  |
| 10.               | «Tú y yo»                                                    | Ronnie Foster · Kim Miracle Adapt: al español: Eddie del Barrio · Gustavo Sánchez | 4:20     |  |

© MCMLXXXVII. Sony Music Entertainment Inc.